# Tonghak-lázadás
A Tonghak-lázadás (hangul:  동학 농민 운동, Tonghak nongmin undong, handzsa: 東學 農民 運動, RR:  Donghak nongmin undong) 1894-ben Csoszon (Joseon)ban kitört parasztlázadás volt, melynek gazdasági-társadalmi elégedetlenség volt az oka a tonghak (donghak) vallás követői között, és amely később a Japán Birodalom elleni harccá alakult át és közvetve az első kínai–japán háború kiváltó oka lett.

## Előzményei
A 19. századi koreai politikai intrikák közepette a parasztok élete egyre nehezebbre fordult, egymást követték az újabb és újabb adók, melyek alól a tehetősebbek a korrupt hivatalnokrendszernek és a kiskapuknak köszönhetően ki tudtak bújni, a röghöz kötött földművesek azonban nem. Az 1850-es években a parasztok növekvő elégedetlensége egy új vallási irányzat, a Tonghak (Donghak) (동학, 東學; „keleti tudomány”) felemelkedéséhez vezetett, melynek alapjait Cshö Dzseu (Choi Je-u) (최제우) fektette le. Cshö (Choi) a taoizmusból, a buddhizmusból, a koreai hiedelemvilágból merítkezett, és a katolikus vallás is hatással volt rá, bár ezt nem volt hajlandó elismerni. A Tonghak (Donghak) ellenezte a nyugati tudományt és befolyást, a korrupció elsöprését és a parasztok életének jobbítását követelte. Gyorsan terjedt, több elszigetelt felkelés is kitört a követői vezetésével, így a kormány komoly veszélyként érzékelte. Cshö (Choi)t 1864-ben kivégezték, mozgalma azonban tovább terjedt a köznép körében, az ezt követő évtizedekben pedig az elégedetlenség egyre csak nőtt. Az adók és a hivatali korrupció mellett óriási terhet jelentett a parasztságnak az, hogy a kitermelt rizs jó része Japánba került, a halászokat pedig nagy károk érték a terjeszkedő, privilégiumokkal rendelkező japán halászhajók miatt.

## Lefolyása és következményei
1893-ban Cshungcshong (Chungcheong) tartománybeli Poun (Beoun)ban (보은) több ezer Tonghak (Donghak)-követő gyűlt össze, követelték Cshö (Choi) rehabilitációját (bűneinek eltörlését) és a vallási irányzat üldöztetésének megszüntetését, de a kormányzónak sikerült szétoszlatnia a tömeget. Ezt követően négy mozgalomvezető a királynak próbált petíciót benyújtani, de elküldték őket három napi térdelést követően. Egy évvel később egy csollai (jeollai) járási igazgató (kunszu (gunsu)), Cso Bjonggap (조병갑, Jo Byeong-gap) miatt felkelés tört ki a régióban Cson Bongdzsun (Jeon Bong-jun) falusi tanító vezetésével. A járási igazgató közmunkára kényszerítette a lakosokat, majd a fizetségüket maga zsebelte be és jogtalan adókkal sanyargatta az embereket. Az egész tartomány fellázadt, szedett-vetett fegyverekkel harcoltak, lerombolták  közmunkán épített víztározót és elfoglalták a járási hivatalt. Az ellenük küldött katonák egy része átállt a lázadókhoz. Az egész tartományt fellázító, és a tartományi székhelyt is elfoglaló mozgalom követői most már mást is követeltek: igazságos adózást, a japán rizsexport beszüntetését, a jangban (yangban) elnyomás megszüntetését, a rabszolgaregiszterek elégetését, a föld igazságos újraosztását, a társadalmi kasztok eltörlését. A király pánikba esett és Kínától kért segítséget, akik katonákat küldtek Koreába, és értesítették Japánt, hogy mindez azzal a szokással összhangban történik, amely szerint Kína megvédi a vazallus államait. Japán úgy döntött, ideje Koreában megváltoztatni a politikai berendezkedést, és 3000-es osztagot küldtek Incshon (Incheon)ba, valamint egy tervet prezentáltak a királynak politikai reformok végrehajtásáról. A koreaiak visszautasították a japánokat és kérték a katonák kivonását. Japán figyelmen kívül hagyta Korea kérését.
A japán katonák száma meghaladta a kínaiakét, így könnyedén elfoglalták a Kjongbok (Gyeongbok) palotát és kényszerítették a királyt, hogy helyezze vissza a korábban eltávolított Hungszon (Heungseon) nagyherceget a hatalomba. A Koreát eddig hatalma alatt tartó kínai Jüan Si-kaj (Yuan Shi-kai) álruhában tudott csak kimenekülni az országból. 1894. július 25-én az egyik japán hadihajó tüzet nyitott a koreai partoknál horgonyzó kínai hajókra és megkezdődött az első kínai–japán háború. Közben októberben Cson Bongdzsun (Jeon Bong-jun) újabb lázadást szított, a japánok azonban hamar leverték a parasztokat, annak ellenére, hogy több mint 100 000-en ragadtak fegyvert a külföldi erők ellen. A háborúban megmutatkozott a japánok stratégiai és technikai fölénye, Kína súlyos és megalázó vereséget szenvedett, területeket veszített (például Tajvan szigetét). A parasztfelkelés nem érhette el a céljait, viszont a segítségével Japán megvetette a lábát a Koreai-félszigeten.